# Pitkäluoto (Helsinki)
Pitkäluoto est une île du golfe de Finlande das le quartier Laajasalo à Helsinki en Finlande.

## Géographie
Pitkäluoto, située au sud de Laajasalo, a une superficie de 3,4 hectares. 
Le côté nord de l'île est une zone de loisirs de la ville.
À l'extrémité sud, il y a un village de chalets pour le personnel du service de secours de la ville, dont l'autre partie se trouve dans l'ile voisine Varisluoto,.